# General Faro
General Faro (originalmente General Snozzie) é um personagem da Disney. Sabujo oficial dos Escoteiros-Mirins (mais tarde substituído pelo Pluto), este cachorro foi treinado para rastrear em situações extremas, e nada escapa ao seu faro apuradíssimo ou à sua impressionante esperteza.
O General fez sua primeira aparição na HQ "Caçada Humana" (Dodging Miss Daisy), escrita e desenhada por Carl Barks em julho de 1957 e publicada na revista Walt Disney's Comics and Stories 213, de junho de 1958. Nesta história, ele usa suas habilidades para caçar o Pato Donald, que se recusa a ajudar a namorada Margarida na terrível faxina anual. Enredos semelhantes vieram depois, fazendo do General Faro um elemento decisivo nas guerras domésticas da Família Pato – e, por consequência, um pesadelo para o Donald.

## Referência
- O Melhor da Disney – As Obras Completas de Carl Barks (Volume 3).